# Radio Charia
Radio Charia était le nom de la station de radio officielle de l'émirat islamique d'Afghanistan, le régime des taliban. Émettant depuis les studios de Radio Kaboul de 1996 à 2001, elle fut l'un des seuls média autorisés à cette époque en Afghanistan. Depuis 2001, elle a repris son ancien nom de Radio Kaboul.
La première station de radio afghane est fondée en 1925 sous le nom de Radio Kaboul. Malgré les aléas politiques que traverse le pays, elle continue d'émettre ses programmes sans interruption jusqu'à l'arrivée au pouvoir des taliban en 1996. Lorsque ces derniers prennent la ville de Kaboul, ils décident de fermer la station de télévision nationale, mais laissent la radio nationale poursuivre ses émissions. Rebaptisée Radio Charia, du nom de la loi islamique - la charia - qu'ils entendent appliquer au pays, ils suppriment de son antenne toutes émissions ne se rapportant pas à l'Islam. La musique, les émissions politiques ou de divertissement sont ainsi proscrites et remplacées par des versets coraniques, des prêches et des communiqués officiels du gouvernement. 
Organe officiel du régime, c'est sur son antenne que sont annoncés les nouvelles dispositions législatives et les exécutions publiques. En 2001, l'immeuble de la radio est bombardé par les avions américains. Lors de la chute du régime taliban, Radio Charia reprend son ancien nom de Radio Kaboul.